# Melina Pascalidou
Melina Pascalidou, även Melina Lindskog Pascalidou, är en svensk skådespelare. Hon är dotter till Alexandra Pascalidou och Johan Lindskog.
Pascalidou har bland annat medverkat i TV-serien Ture Sventon & Bermudatriangelns hemlighet från 2019. Hon har även medverkat i filmerna Eva & Adam från 2021 och Det är något som inte stämmer från 2024.

## Filmografi (i urval)
- 2019 – Ture Sventon och Bermudatriangelns hemlighet (TV-serie)
- 2020 – Partisan (TV-serie)
- 2021 – Eva & Adam
- 2024 – Det är något som inte stämmer